# Astracantha caucasica
Astracantha caucasica là một loài thực vật có hoa trong họ Đậu. Loài này được (Pall.) Podlech miêu tả khoa học đầu tiên.